# بیش از حد خوب
خیلی خوب (به انگلیسی: Too Good) تک‌آهنگی از هنرمند اهل کانادا، دریک به همراه خواننده اهل باربادوس، ریحانا است که در ۲۶ ژوئیه ۲۰۱۶ منتشر شد. این تک‌آهنگ در آلبوم نماها قرار داشت.